# Épeigné-les-Bois

Épeigné-les-Bois este o comună în departamentul Indre-et-Loire, Franța. În 1 ianuarie 2022 avea o populație de 400 de locuitori.